# Villa Agnedo
Villa Agnedo és un antic municipi italià, dins de la província de Trento. L'any 2007 tenia 989 habitants. Limitava amb els municipis d'Asiago (VI), Castelnuovo, Ivano-Fracena, Ospedaletto, Scurelle i Strigno.
L'1 de gener 2016 es va fusionar amb els municipis de Spera i Strigno creant així el nou municipi de Castel Ivano, del qual actualment és una frazione.

## Administració
| Període | Identitat        | Partit        |
| ------- | ---------------- | ------------- |
| 2005-   | Armando Floriani | Llista cívica |